# Кубок виклику 1979

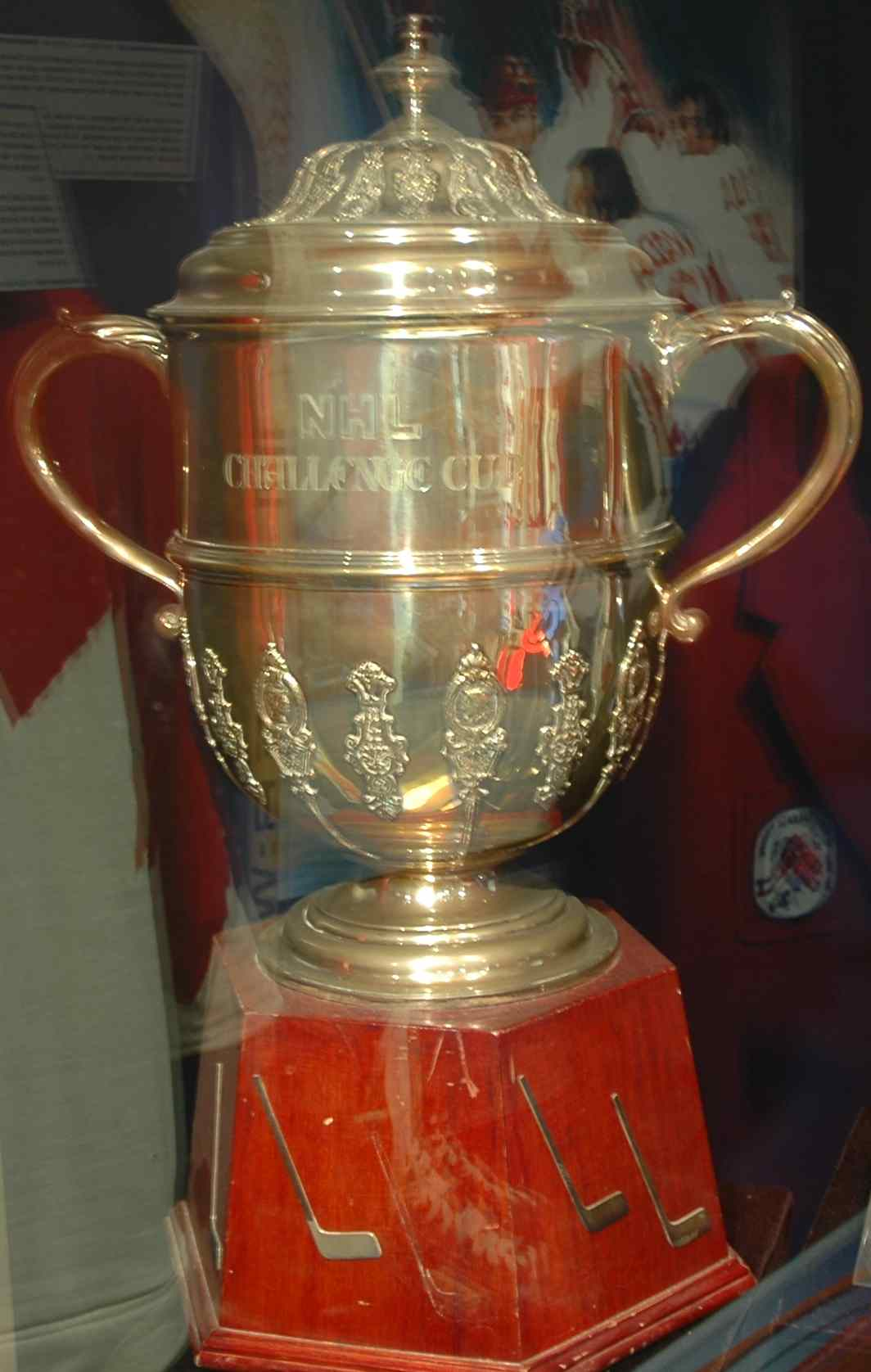
Кубок виклику 1979

Кубок виклику 1979 (англ. 1979 Challenge Cup) — серія до двох перемог між збірними Національної хокейної ліги і Радянського Союзу. Матчі проходили 8, 10 та 11 лютого 1979 року на льодовій арені «Медісон-сквер-гарден» у Нью-Йорку. За команду НХЛ, окрім канадських, виступали і шведські хокеїсти (Сальмінг, Хедберг, Нільссон).
Ініціатором проведення міні-турніру був президент НХЛ Джон Зіглер. На тиждень був призупинений регулярний чемпіонат і відмінено традиційний «Матч усіх зірок НХЛ». Північноамериканські вболівальники визначили перший склад «Усіх зірок НХЛ». До нього ввійшли: воротар — Тоні Еспозіто; захисники — Леррі Робінсон, Деніс Потвін; нападники — Гі Лефлер, Боббі Кларк, Стів Шатт. Лефлер отримав найбільшу кількість голосів (176 706). Очолили збірну господарів Скотті Боумен і Клод Руель із «Монреаль Канадієнс».
Збірну СРСР тренували Віктор Тихонов і Володимир Юрзінов. Вдома залишилися травмовані гравці радянської команди Володимир Лутченко, В'ячеслав Фетісов і Олександр Мальцев.
У вирішальному матчі серії ворота збірної СРСР захищав дублер Владислава Третьяка Володимир Мишкін, а нападники «червоної машини» закинули шість шайб канадцю Геррі Чіверсу.
Найкращим бомбардиром став Майк Боссі, який набрав чотири очки (два голи і дві результативні передачі). По три очки у збірній СРСР набрали Валерій Васильєв, Борис Михайлов, Сергій Макаров, Олександр Голіков і Сергій Капустін.    

## Перший матч
| 8 лютого 1979 |

| НХЛ                                                                                                 | 4 : 2 | СРСР                                                                       |
| --------------------------------------------------------------------------------------------------- | ----- | -------------------------------------------------------------------------- |
| Лефлер (Шатт, Кларк) 00:16 Боссі (Перро, Лефлер) 06:22 Гейні (Барбер, Бек) 15:48 Жіль (Боссі) 28:14 | звіт  | 11:25 Михайлов (Васильєв, Харламов) 43:02 В. Голіков (О. Голіков, Макаров) |

| «Медісон-сквер-гарден» (Нью-Йорк) Глядачів: 17 438 |

Рахунок у серії: 1 — 0 на користь НХЛ.
НХЛ: Драйден; Робінсон — Сальмінг, Савар — Бек; Мак-Дональд — Перро — Сіттлер, Барбер — Кларк — Гейні, Лефлер — Діонн — Шатт, Боссі — Тротьє — Жіль, Хедберг, Нільссон.
СРСР: Третьяк; Циганков — Стариков, Васильєв — Федоров, Білялетдінов — Первухін; Михайлов — Петров — Харламов, Балдеріс — Жлуктов — Капустін, Макаров — В. Голіков — О. Голіков, Скворцов — Ковін — Варнаков.
Штрафний час: НХЛ — 4 хвилини; СРСР — 8 хвилин.
Команди по одному разу реалізували чисельну перевагу: Майк Боссі та Борис Михайлов.
Кидки по воротах: НХЛ — 24 (10+9+5); СРСР — 20 (6+5+9)

## Другий матч
| 10 лютого 1979 |

| НХЛ | 4 : 5 | СРСР |
| --- | ----- | --- |
| Боссі (Тротьє, Жіль) 13:35 Тротьє (Жіль, Боссі) 18:21 Перро (Сіттлер) 20:27 Робінсон (Лефлер, Діонн) 25:06 | звіт  | 08:10 Капустін (Стариков) 22:05 Варнаков (Скворцов) 39:41 Михайлов (Петров, Васильєв) 37:47 Капустін (Жлуктов) 41:31 В. Голіков (Макаров) |

| «Медісон-сквер-гарден» (Нью-Йорк) Глядачів: 17 438 |

Рахунок у серії: нічия 1 — 1.
НХЛ: Драйден; Робінсон — Потвін, Савар — Бек, Сальмінг; Мак-Дональд — Перро — Сіттлер, Барбер — Кларк — Гейні, Лефлер — Діонн — Шатт, Боссі — Тротьє — Жіль.
СРСР: Третьяк; Васильєв — Стариков, Бабінов — Федоров, Білялетдінов — Первухін; Михайлов — Петров — Тюменєв, Балдеріс — Жлуктов — Капустін, Макаров — В. Голіков — О. Голіков, Скворцов — Ковін — Варнаков.
Штрафний час: НХЛ — 6 хвилин; СРСР — 2 хвилини.
Команди по одному разу реалізували чисельну перевагу: Майк Боссі та Борис Михайлов.
Кидки по воротах: НХЛ — 16 (5+5+6); СРСР — 31 (7+14+10)

## Третій матч
| 11 лютого 1979 |

| НХЛ | 0 : 6 | СРСР |
| --- | ----- | --- |
|     | звіт  | 25:47 Михайлов (О. Голіков) 27:44 Жлуктов (Балдеріс, Васильєв) 48:44 Балдеріс (Гімаєв) 50:21 Ковін (Скворцов, Варнаков) 52:44 Макаров (Капустін) 54:46 О. Голіков |

| «Медісон-сквер-гарден» (Нью-Йорк) Глядачів: 17 545 |

Рахунок у серії: 2 — 1 на користь СРСР.
НХЛ: Чіверс; Робінсон — Сальмінг, Савар — Бек, Потвін; Мак-Дональд — Кларк — Сіттлер, Лефлер — Перро — Гейні, Хедберг — Нільссон — Маркотт,  Боссі — Тротьє — Жіль.
СРСР: Мишкін; Васильєв — Стариков, Бабінов — Федоров, Білялетдінов — Первухін; Михайлов — Петров — О. Голіков, Балдеріс — Жлуктов — Капустін, Макаров — Гімаєв — Тюменєв, Скворцов — Ковін — Варнаков.
Штрафний час: НХЛ — 4 хвилини; СРСР — 6 хвилин.
Чисельну перевагу реалізував Віктор Жлуктов.  
Кидки по воротах: НХЛ — 24 (7+7+10); СРСР — 19 (6+6+7)

## Склади команд
| Н                                                 | Гравець           | Команда              |
| ------------------------------------------------- | ----------------- | -------------------- |
| Воротарі                                          |                   |                      |
| 29                                                | Кен Драйден       | «Монреаль Канадієнс» |
| 30                                                | Геррі Чіверс      | «Бостон Брюїнс»      |
|                                                   | Тоні Еспозіто     | «Чикаго Блекгокс»    |
| Захисники                                         |                   |                      |
| 3                                                 | Гі Лапойнт        | «Монреаль Канадієнс» |
| 4                                                 | Баррі Бек         | «Колорадо Рокіз»     |
| 5                                                 | Деніс Потвін      | «Нью-Йорк Айлендерс» |
| 18                                                | Серж Савар        | «Монреаль Канадієнс» |
| 19                                                | Леррі Робінсон    | «Монреаль Канадієнс» |
| 26                                                | Бер'є Сальмінг    | «Торонто Мейпл-Ліфс» |
|                                                   | Робер Пікар       | «Вашингтон Кепіталс» |
| Нападники                                         |                   |                      |
| 7                                                 | Білл Барбер       | «Філадельфія Флаєрс» |
| 8                                                 | Ленні Мак-Дональд | «Торонто Мейпл-Ліфс» |
| 9                                                 | Кларк Жіль        | «Нью-Йорк Айлендерс» |
| 10                                                | Гі Лефлер         | «Монреаль Канадієнс» |
| 11                                                | Жільбер Перро     | «Баффало Сейбрс»     |
| 12                                                | Ульф Нільссон     | «Нью-Йорк Рейнджерс» |
| 15                                                | Андерс Хедберг    | «Нью-Йорк Рейнджерс» |
| 16                                                | Боббі Кларк       | «Філадельфія Флаєрс» |
| 17                                                | Марсель Діонн     | «Лос-Анджелес Кінгс» |
| 20                                                | Браєн Тротьє      | «Нью-Йорк Айлендерс» |
| 21                                                | Дон Маркотт       | «Бостон Брюїнс»      |
| 22                                                | Стів Шатт         | «Монреаль Канадієнс» |
| 23                                                | Боб Гейні         | «Монреаль Канадієнс» |
| 25                                                | Майк Боссі        | «Нью-Йорк Айлендерс» |
| 27                                                | Дерріл Сіттлер    | «Торонто Мейпл-Ліфс» |
|                                                   | Рон Грешнер       | «Нью-Йорк Рейнджерс» |
| Тренерський штаб                                  |                   |                      |
| Головний тренер: Скотті Боумен Тренер: Клод Руель |                   |                      |

| Н                                                         | Гравець               | Команда              |
| --------------------------------------------------------- | --------------------- | -------------------- |
| Воротарі                                                  |                       |                      |
| 1                                                         | Володимир Мишкін      | «Крила Рад» (Москва) |
| 20                                                        | Владислав Третьяк     | ЦСКА (Москва)        |
| Захисники                                                 |                       |                      |
| 1                                                         | Геннадій Циганков     | ЦСКА (Москва)        |
| 2                                                         | Юрій Федоров          | «Торпедо» (Горький)  |
| 4                                                         | Сергій Бабінов        | ЦСКА (Москва)        |
| 5                                                         | Василь Первухін       | «Динамо» (Москва)    |
| 6                                                         | Валерій Васильєв      | «Динамо» (Москва)    |
| 12                                                        | Сергій Стариков       | ЦСКА (Москва)        |
| 14                                                        | Зінетула Білялетдінов | «Динамо» (Москва)    |
| Нападники                                                 |                       |                      |
| 8                                                         | Сергій Капустін       | ЦСКА (Москва)        |
| 9                                                         | Володимир Ковін       | «Торпедо» (Горький)  |
| 10                                                        | Михайло Варнаков      | «Торпедо» (Горький)  |
| 11                                                        | Олександр Скворцов    | «Торпедо» (Горький)  |
| 13                                                        | Борис Михайлов        | ЦСКА (Москва)        |
| 16                                                        | Володимир Петров      | ЦСКА (Москва)        |
| 17                                                        | Валерій Харламов      | ЦСКА (Москва)        |
| 18                                                        | Ірек Гімаєв           | ЦСКА (Москва)        |
| 19                                                        | Хельмут Балдеріс      | ЦСКА (Москва)        |
| 21                                                        | Віктор Тюменєв        | «Крила Рад» (Москва) |
| 22                                                        | Віктор Жлуктов        | ЦСКА (Москва)        |
| 23                                                        | Олександр Голіков     | «Динамо» (Москва)    |
| 24                                                        | Сергій Макаров        | ЦСКА (Москва)        |
| 25                                                        | Володимир Голіков     | «Динамо» (Москва)    |
| Тренерський штаб                                          |                       |                      |
| Головний тренер: Віктор Тихонов Тренер: Володимир Юрзінов |                       |                      |